# آيت عتاب
آيت عتاب هو اسم قبيلة وقيادة مغربية تنتمي إلى دائرة بزو (إقليم أزيلال، جهة بني ملال خنيفرة)، وتتألف من ثلاث بلديات ريفية: مولاي عيسى بن إدريس، وتسقي، وتاونزا.
يمكن الوصول إليها من مراكش أو بني ملال أو الدار البيضاء أو الرباط عبر عبور مدينة أولاد عياد لحوالي عشرين كيلومترًا. على بعد حوالي عشرين كيلومترًا، توجد شلالات أوزود، وهو موقع سياحي يمكن الوصول إليه عبر طريق مدرج يعبر الجبل.
في شهر أبريل من كل عام، يقام هناك موسم مولاي عيسى بن إدريس الذي يشتمل برنامجه على فانتازيا وألعاب وأنشطة تجارية وفنية. كما أنها معروفة بجودتها العالية من زيت الزيتون واللوز وعسل اللبانة المغربية.
من بين الشخصيات المعروفة التي وُلدت بالمنطقة، هناك بهيجة سيمو، مؤرخة وأستاذة جامعية، متخصصة في التاريخ العسكري، وهي مديرة الوثائق الملكية، وأيضا الدكتور إبراهيم منصوري، أستاذ باحث في الاقتصاد بجامعة القاضي عياض بمراكش.